# Froschfelsen

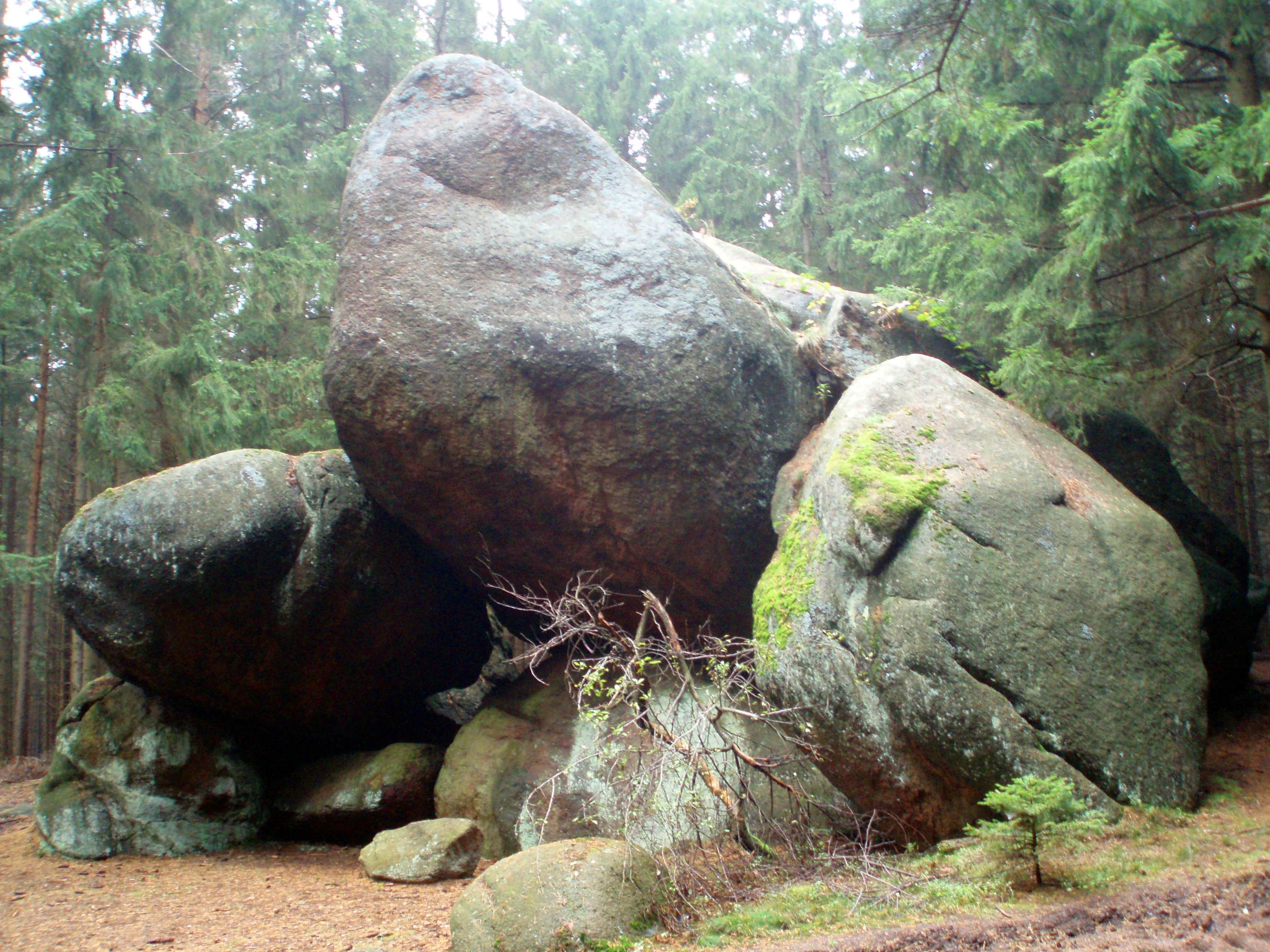
Froschfelsen bei Ilsenburg

Der Froschfelsen, auch Froschsteinklippe genannt, im Harz ist ein Naturdenkmal bei Ilsenburg im Landkreis Harz in Sachsen-Anhalt. Es handelt sich um eine Formation von Granitfelsen, welche die Form eines sitzenden Frosches haben.
Der Froschfelsen befindet sich im Nordteil des Hochharzes im Nationalpark Harz südwestlich von Ilsenburg. Er liegt etwas südwestlich unterhalb vom Gipfel des Meinebergs (544,5 m ü. NN), der sich nordwestlich der Ilse erhebt, auf etwa 515 m ü. NN.
Der Froschfelsen ist als Nr. 5 in das System der Stempelstellen der Harzer Wandernadel einbezogen; die Stempelstelle befindet sich in einer nahen Schutzhütte.